# Luleå kungsgård
Luleå kungsgård eller Luleå gård var en avelsgård och kungsgård som Gustav Vasa drev 1558–1564. Gården anlades på mark i Gammelstad tillhörande Luleå prästbord. Till gården fördes också kreatur och andra inventarier från Piteå socken, Torneå socken och Kalix socken. De första räkenskaperna för gården är från 1558, då fogden hette Jöns Trulsson. Under honom löd bland andra en kaplan, en skrivare, två hovmän samt två fiskare verksamma vid konungens laxfisken vid Fällforsen och Sikforsen i Piteälven. Gårdens fiske med nät och not bedrevs bland annat vid Svartön, Björkön och Notviken. Befolkningen i området framförde klagomål mot Jöns Trulsson 1561, varefter denne ersattes med Knut Ingesson. Gården blev aldrig lönsam och avvecklades 1564.
Abraham Hülphers den yngre hävdade på 1700-talet att det vid reformationstiden skulle ha funnits ett kloster i Luleå, och att delar av dessa ägor skulle ha överförts till en kungsgård, som aldrig blivit anlagd, varför trakten i stället donerades till Luleå stad. Enligt Johan Nordlander fanns ingen grund för detta påstående.